# Cary Stayner
Cary Anthony Stayner (Merced (California), Estados Unidos, 13 de agosto de 1961) es un asesino en serie estadounidense.

## Biografía
Cary Stayner nació el 13 de agosto de 1961, el primero de cinco hijos de Delbert Foy y Kay Stayner en Merced, California. Tenía tres hermanas y un hermano menor, Steven Gregory Stayner. El 4 de diciembre de 1972, Steven, de 7 años, fue secuestrado en Merced, California, por el abusador de menores Kenneth Parnell. Su secuestrador lo retuvo a 38 millas (61 km) de distancia en el condado de Mariposa, California, y más tarde en el condado de Mendocino, California, hasta los 14 años, cuando logró escapar con otra de las víctimas de Parnell, Timothy White. Cuando Steven escapó de Parnell y regresó a casa en 1980, recibió gran atención de los medios; un libro sobre el crimen y una película fueron titulados  I Know My First Name is Steven, ambos relatando su terrible experiencia. Steven murió en un accidente de moto en 1989. Al año siguiente, el tío de Stayner, Jesse, con quien estaba viviendo en ese momento, apareció asesinado con un tiro de escopeta. Stayner no fue considerado sospechoso. Declararía más tarde que su tío abusó de él cuando tenía once años.
Stayner intentó suicidarse en 1991 y fue arrestado en 1997 por posesión de marihuana y metanfetamina, a pesar de que los cargos fueron retirados con el transcurrir del tiempo.
En 1997, Stayner fue contratado como personal de mantenimiento en el motel Cedar Lodge en El Portal, California, justo afuera de la entrada de la autopista 140 al Parque Nacional Yosemite. Stayner encontró a todas sus víctimas en el motel Cedar Lodge. Entre febrero y julio de 1999 asesinó al menos a dos mujeres y dos adolescentes. Fueron identificados como Carole Sund, Silvina Pelosso, Juli Sund y Joie Ruth Armstrong.

## Sentencia
Stayner se declaró inocente por razones de demencia. Sus abogados reclamaron que la familia Stayner tenía antecedentes sobre abuso sexual y  enfermedad mental, los mismos se manifestaron en los asesinatos.
Sin embargo, se encontró sano y fue acusado de cuatro cargos de asesinato en primer grado por un jurado en 2001 y 2002, durante la fase de sentencia de su juicio, fue condenado a muerte. Stayner se encuentra en el Adjustment Center, en el corredor de la muerte de la Prisión Estatal de San Quentin, en California.